# Avrămeni
Avrămeni é uma comuna romena localizada no distrito de Botoşani, na região de Moldávia. A comuna possui uma área de 111.40 km² e sua população era de 3841 habitantes segundo o censo de 2007.